# Phytomyza trollii
Phytomyza trollii este o specie de muște din genul Phytomyza, familia Agromyzidae, descrisă de Erich Martin Hering în anul 1930.
Este endemică în Germania. Conform Catalogue of Life specia Phytomyza trollii nu are subspecii cunoscute.